# الرتب
  الرتب (بالإنجليزية: ER-RTEB)‏ هي جماعة قروية تابعة لإقليم الرشيدية ضمن جهة درعة تافيلالت بالمغرب.  بلغ مجموع عدد سكان   الرتب حسب إحصاءات 2004 حوالي 13324  نسمة من بينهم 1 أجنبي يعيشون في  2081 أسرة.

## إحصاء عام
| السنة | عدد السكان | عدد الأسر | عدد الأجانب |
| ----- | ---------- | --------- | ----------- |
| 1994  | 12131      | 1748      | °°°°        |
| 2004  | 13324      | 2081      | 1           |

## دواوير الجماعة
الدويرة
قصرالزريقات 
قصر الزاوية الجديدة 
قصر تامعاركيت 
قصر المعاركة 
قصرالزاوية القديمة
قصر ربيت 
قصرالبلاغمة
قصر البطاطحة